# Вуглегірський тролейбус
Вуглегірський тролейбус — одна з найменших тролейбусних систем України, що діяла в місті Вуглегірськ, Донецької області. 

## Історія
Раніше у Вуглегірську існувала трамвайна лінія, але її було вирішено закрити у 1980 році. На заміну трамваю ухвалили рішення про запуск тролейбусної лінії.
Тролейбус почав перевозити пасажирів 8 липня 1982 р. за маршрутом Залізничний вокзал — Шахта «Вуглегірська». До моменту відкриття місто отримало 7 тролейбусів моделі ЗіУ-682В (ЗіУ-9) 1981 року випуску.

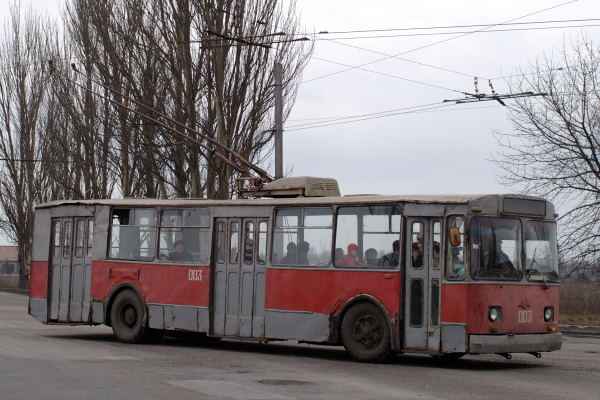
ЗіУ-682 (№ 003)

Згодом було запроваджено ще один маршрут «Селище Гагаріна — Шахта «Вуглегірська»».
З моменту початку експлуатації мережі і до березня 2011 року новий рухомий склад у місто не надходив, окрім (за суперечливими свідченнями) службового тролейбуса КТГ-1.
У 2003 році маршрут № 1 було закрито.
22 вересня 2006 року рішенням Єнакіївського міського ради № 5/6-19 встановлена вартість проїзду в тролейбусі 60 коп.
28 травня 2008 року рішенням Єнакіївського міського ради № 5/26-11 вартість проїзду в тролейбусі підвищилась до 90 коп.

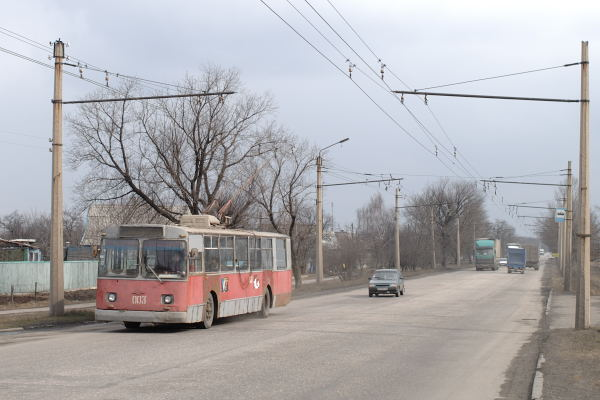
ЗіУ-682 (№ 003)

Станом на 2010 рік у Вуглегірську на лінії працював лише один тролейбус — № 004 (У04) за маршрутом № 2. Графік роботи був двозмінний, приблизно від 06:00 до 18:30.
Також на майданчику тролейбусного депо перебував тролейбус № 007, частина деталей якого була використана для ремонту № 004 та у ремонтній зоні знаходився № 003.
Станом на початок 2011 року в місті склалася критична ситуація у відношенні тролейбуса — єдиний ходовий тролейбус (№ У04) виходив з ладу і фактично до весни 2011 року система не працювала. Новий етап у історії системи розпочався у середині березня 2011 року, коли з Києва надійшло 2 тролейбуси ЮМЗ Т2 2001 року випуску (№ 532 та № 536). Тролейбуси залишилися працювати зі старими номерами, натомість їх поява дозволила вдихнути життя у мережу. На лінії одночасно продовжив працювати лише 1 тролейбус (щоправда, у дві зміни). Старі ж тролейбуси наразі офіційно списані.
25 грудня 2011 року відновлена тролейбусна лінія до залізничного вокзалу.

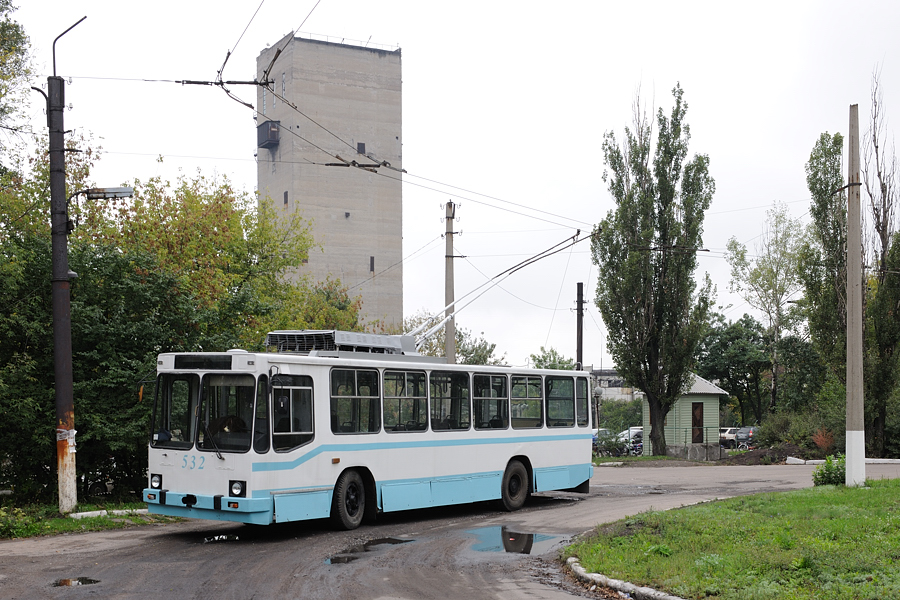
ЮМЗ Т2 (№ 532)

31 березня 2012 року прийнято рішення депутатами Донецької міської ради на 15-й сесії міської ради 6-го скликання про передачу два донецьких тролейбуса моделі ЮМЗ Т2, які надійшли до Вуглегірська 29 квітня 2012 року.
З 1 листопада 2013 року в якості «експерименту» на лінію запущено другий тролейбус. Додаткова машина працювала по розривному графіку, в години «пік» по буднях. Протягом місяця цей експеримент виявився вдалим і додатковий тролейбус продовжив свою роботу по буднях в години «пік».
Вуглегірськ став третім містом в Україні (після Полтави та Антрацита), де без закриття мережі припинилася експлуатація тролейбусів ЗіУ-682.

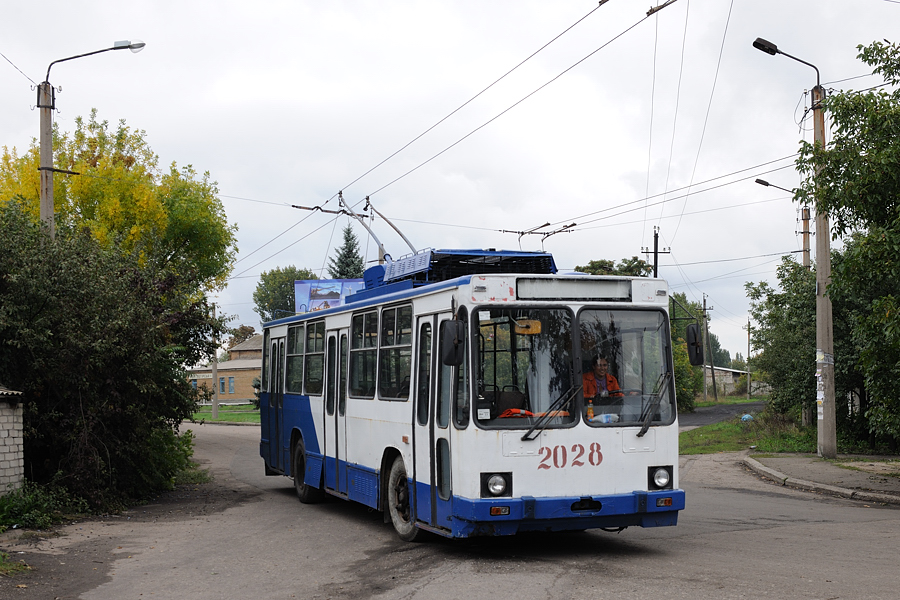
ЮМЗ Т2 (№ 2028)

В експлуатації перебувало близько 10 кілометрів контактної мережі, з яких 2—2,5 км були службовою мережею.
На Вуглегірській ділянці Єнакієвського трамвайно-тролейбусного управління працювало 15 осіб, з-поміж яких 5 — водії, 10 — електромонтери, ремонтники, диспетчер.
Станом на 12 серпня 2014 року тролейбусна мережа постраждала під час боїв, майно розграбоване, тролейбусний рух було зупинено.

## Світлини

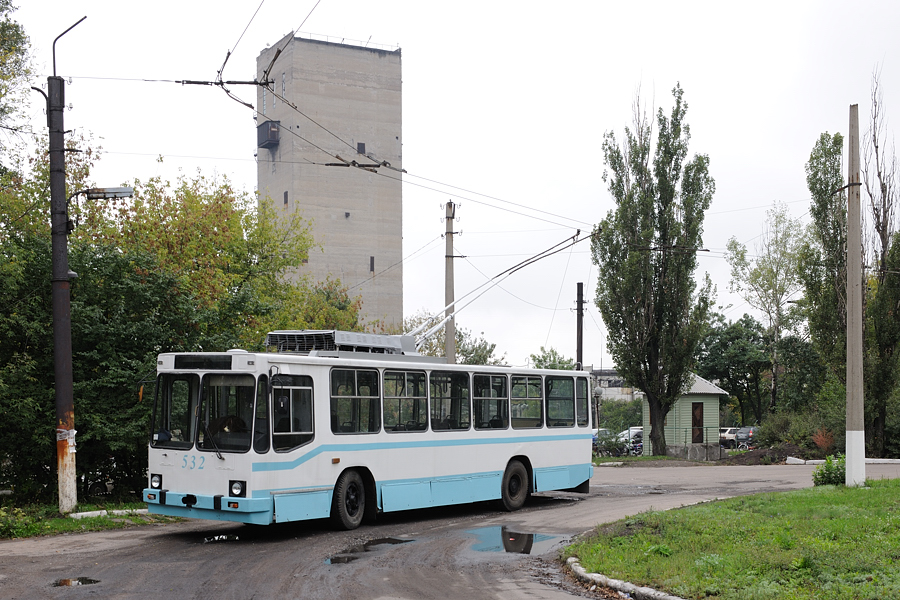
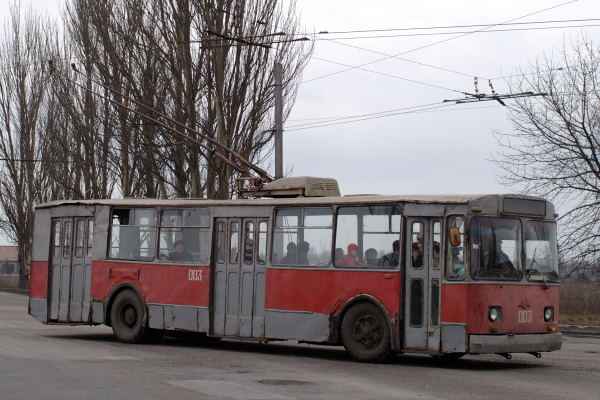
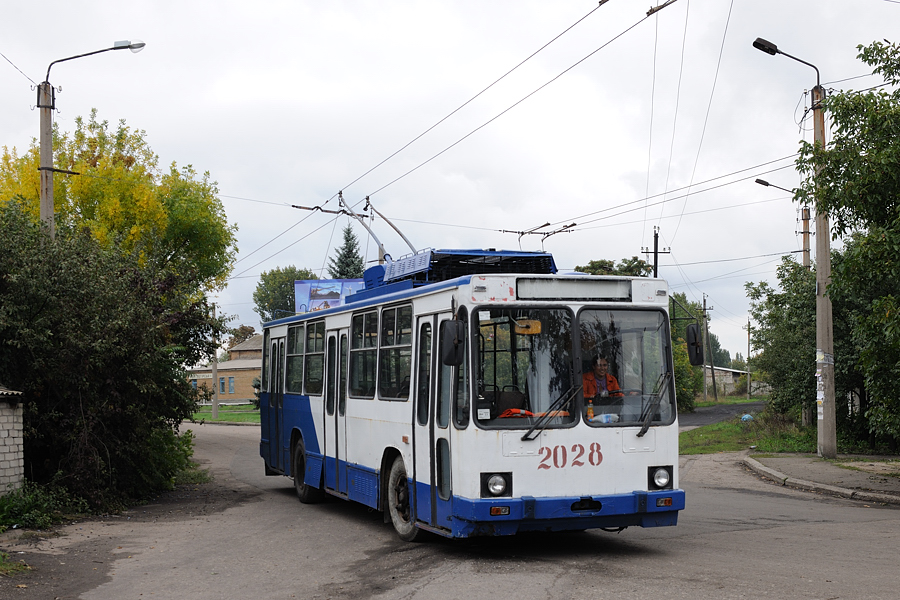
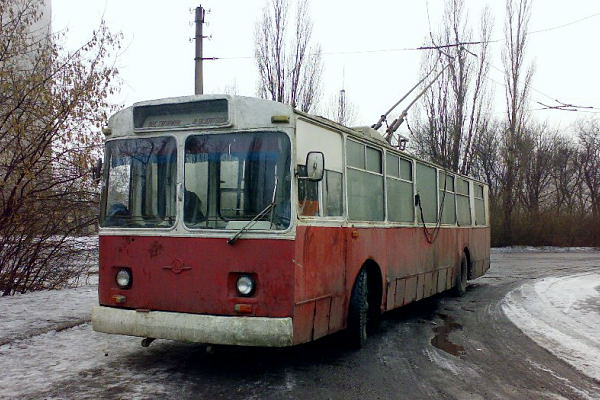
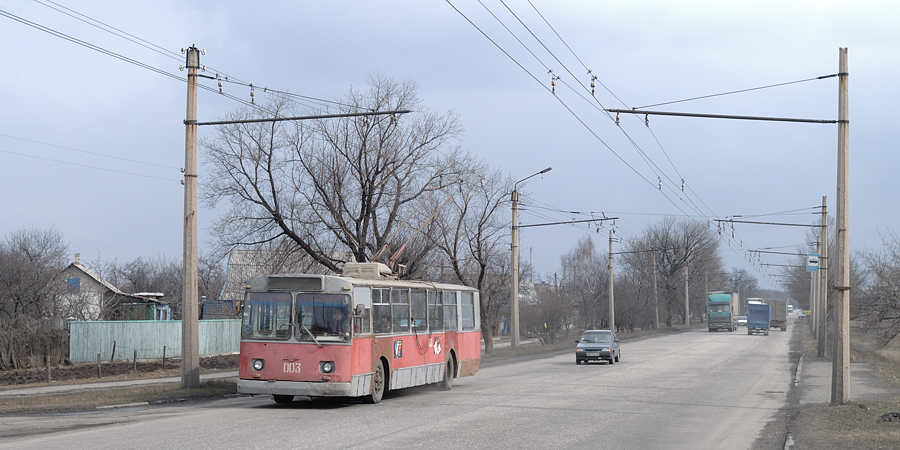
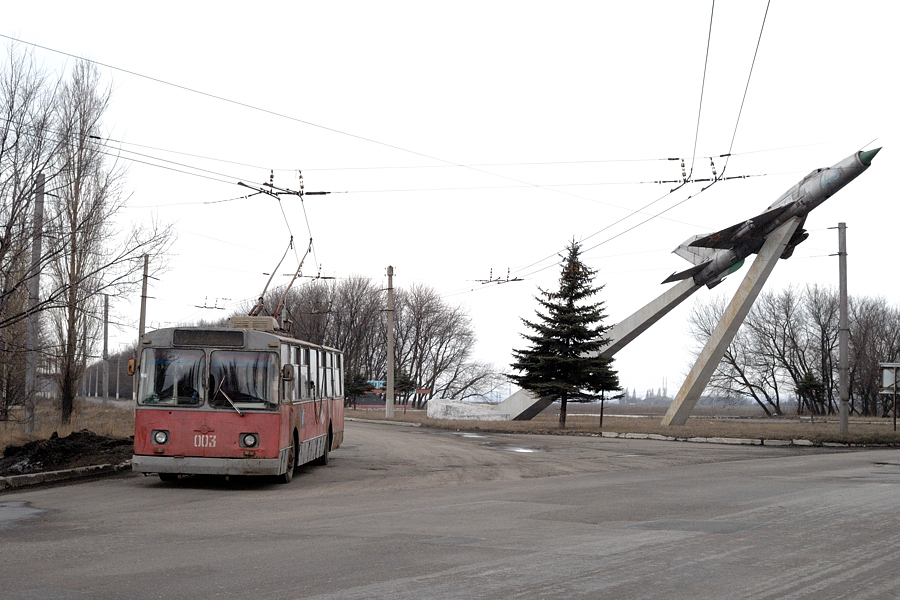

## Маршрути
| Колишні маршрути | Колишні маршрути     | Колишні маршрути     | Колишні маршрути |
| №                | Початковий пункт     | Кінцевий пункт       | Примітки |
| ---------------- | -------------------- | -------------------- | --- |
| 1                | Шахта «Вуглегірська» | Залізничний вокзал   | Скасований 2013 року, але контактну мережу на розвилці до залізничного вокзалу було збережено й нею на шляху до шахти обертався маршрут № 2 |
| 2                | Шахта «Вуглегірська» | Шахта «Вуглегірська» | Кільцевий маршрут до 12 серпня 2014 року |

## Рухомий склад
| Статистика рухомого складу | Статистика рухомого складу | Статистика рухомого складу | Статистика рухомого складу | Статистика рухомого складу | Статистика рухомого складу                                      |
| Марка                      | Роки експлуатації          | Реєстраційні номери        | Загальна кількість         | Усього/робочих             | Примітки                                                        |
| -------------------------- | -------------------------- | -------------------------- | -------------------------- | -------------------------- | --------------------------------------------------------------- |
| ЮМЗ Т2                     | 2011—2014                  | 532, 536, 2023, 2028       | 4                          | 4/0                        | № 532, 536 — до 2011 у Києві; № 2023, 2028 — до 2012 у Донецьку |
| ЗіУ-682В [В00]             | 1986—2011                  | 007                        | 1                          | 0/0                        |                                                                 |
| ЗіУ-682В                   | 1982—2011                  | У04, 003, 006, 1–2, 5      | 6                          | 0/0                        |                                                                 |
| КТГ-1                      | 198X—2008                  | ТГ-1                       | 1                          | 0/0                        |                                                                 |